# Madagaskarrörsångare
För familjen Bernieridae, se madagaskarsångare.
Madagaskarrörsångare (Acrocephalus newtoni) är en tätting i familjen rörsångare. Som namnet avslöjar förekommer den endast på Madagaskar, där i olika typer av våtmarker. Beståndet anses vara livskraftigt.

## Utseende
Madagaskarrörsångaren är en 18 cm lång medlem av familjen med slank kropp, lång näbb, rätt stora fötter och kraftiga ben, en avsmalnad stjärt och relativt korta, rundade vingar. Fjäderdräkten varierar från mörkt gråbrun till mörkbrun ovan, undertill gråvit med beigefärgad till brugrå anstrykning på flanker och buk samt brungrå streckning på strupe och bröst. Den har vidare ett mycket otydligt ljusare ögonbrynsstreck och ett tunt, mörkt ögonstreck. Ögat är mörkt rödbrun, övre näbbhalvan svartaktig och nedre näbbhalvan skärgrå med mörk spets.

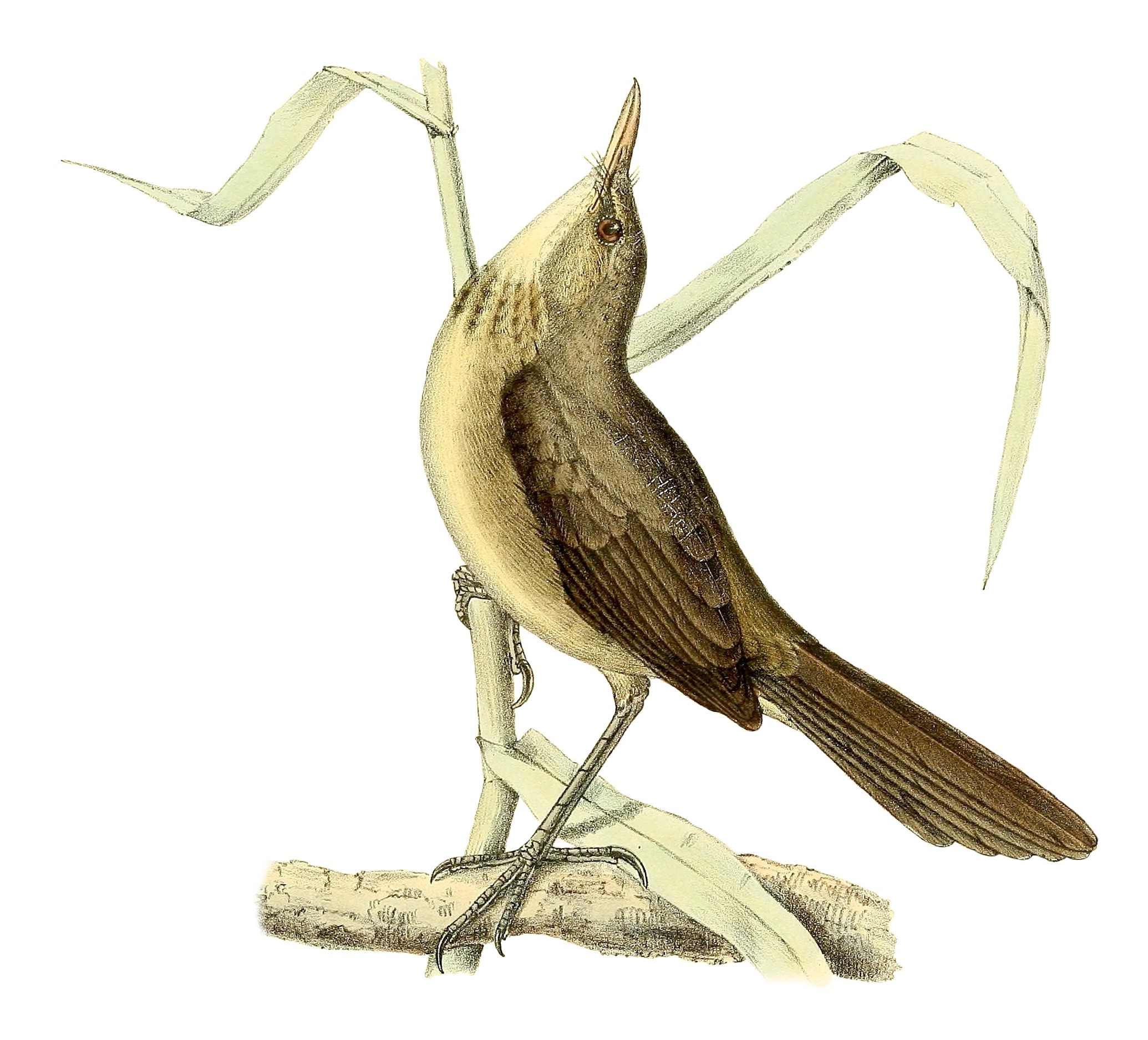

## Utbredning och systematik
Arten är endemisk för våtmarker på Madagaskar. Den behandlas som monotypisk, det vill säga att den inte delas in i några underarter.

### Familjetillhörighet
Rörsångarna behandlades tidigare som en del av den stora familjen sångare (Sylviidae). Genetiska studier har dock visat att sångarna inte är varandras närmaste släktingar. Istället är de en del av en klad som även omfattar timalior, lärkor, bulbyler, stjärtmesar och svalor. Idag delas därför Sylviidae upp i ett flertal familjer, däribland Acrocephalidae.

## Levnadssätt
Arten hittas i olika typer av sötvattensvåtmarker från havsnivå till 2100 meters höjd, framför allt vid långsamt rinnande och stillastående vattendrag, ofta dominerade av vass och kaveldun eller säv (Cyperus). Den hittas även i mangroveträsk, mycket lokalt också i torrare områden i låga stånd med Philippia på bergstoppar. Födan består mestadels av insekter som den födosöker efter i tät vegetation. Den undviker gärna att flyga och då endast korta sträckor.

### Häckning
Madagaskarrörsångaren häckar maj–januari med en topp i november–december. Endast två bon har beskrivits, djupa skålar av gräs och andra örtstammar, barkstrimmor, smårötter, växtdun, insektssilke och grön mossa. Dessa placerades 0,5–1,5 ovan vattenytan i en grenklyka i en tät buske. Den lägger två till tre ägg.

## Status
Arten har ett stort utbredningsområde och beståndet anses stabilt. Internationella naturvårdsunionen IUCN listar den därför som livskraftig (LC).

## Namn
Fågelns vetenskapliga artnamn hedrar naturforskaren och brittiske koloniadministratören Edward Newton (1832-1897).